# Miss Illinois USA

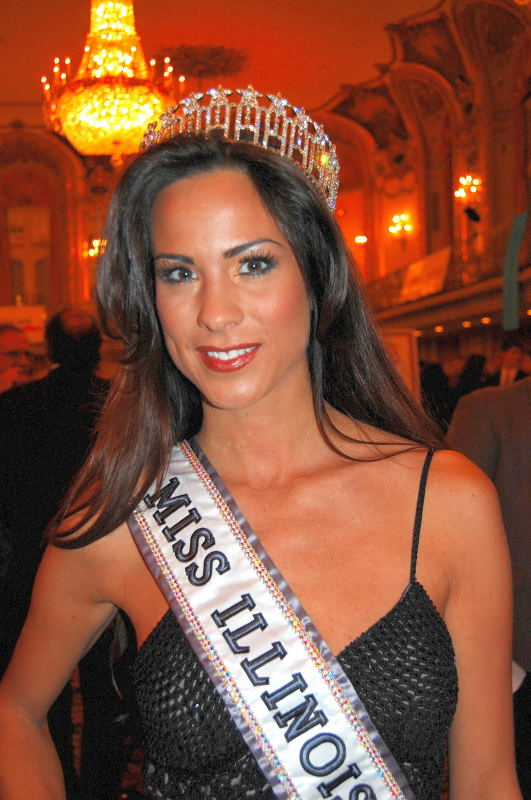
Shanon Lersch, Miss Illinois USA 2008.

Miss Illinois USA, est un concours de beauté féminin, destiné aux jeunes femmes de 17 à 27 ans, résidant dans l'État de l'Illinois, la gagnante étant qualifiée pour Miss USA.

## Titulaires
| Année | Nom                   | Domicile          | Âge1 | Classement à Miss USA | prix spéciaux à Miss USA    | Notes                                                                                  |
| ----- | --------------------- | ----------------- | ---- | --------------------- | --------------------------- | -------------------------------------------------------------------------------------- |
| 2025  | Nikolina Vujcic       | Des Plaines       | 23   |                       |                             |                                                                                        |
| 2024  | Grace Rodi            | Hinsdale          | 23   | Top 20                |                             |                                                                                        |
| 2023  | Samantha Elliott      | Freeport          | 22   | Top 20                |                             |                                                                                        |
| 2022  | Angel Reyes           | Chicago           | 26   | 4e dauphine           |                             |                                                                                        |
| 2021  | Sydni Dion Bennett    | Algonquin         | 20   | 3e dauphine           |                             | Participation à Miss Illinois Teen USA 2018 et 3eme dauphine de Miss Teen USA 2018     |
| 2020  | Olivia Pura           | Deer Park         | 21   | Top 10                |                             | Participation à Miss Illinois Teen USA 2016 et Top 15 de Miss Teen USA 2016            |
| 2019  | Alexandra Plotz       | Geneva            | 24   |                       |                             | Participation à Miss Illinois Teen USA 2012 et Top 16 de Miss Teen USA 2012            |
| 2018  | Karolina Jasko        | Chicago           | 19   |                       |                             |                                                                                        |
| 2017  | Whitney Wandland      | Chicago           | 24   | Top 5                 |                             |                                                                                        |
| 2016  | Zena Malak            | Carol Stream      | 23   |                       |                             | Miss Illinois Galaxy 2011                                                              |
| 2015  | Renee Wronecki        | Burbank           | 22   | Top 15                |                             |                                                                                        |
| 2014  | Alexis Atkins         | Champaign         | 21   |                       |                             | Participation à Miss Illinois Teen USA 2010 et 1re dauphine de Miss Teen USA 2010.     |
| 2013  | Stacie Juris          | Tinley Park       | 22   | 2e dauphine           |                             | Ancienne Miss Illinois Teen USA 2009.                                                  |
| 2012  | Ashley Hooks          | Flossmoor         | 25   |                       |                             |                                                                                        |
| 2011  | Angela Sparrow        | Chicago           | 26   |                       |                             | Indiana Pacers Pacemate                                                                |
| 2010  | Ashley Bradarich      | Homer Glen        | 23   |                       |                             | Sœur de Carlyn Bradarich, Miss Iowa USA 2014.                                          |
| 2009  | Ashley Bond           | Oswego            | 24   |                       |                             | Chicago Bulls Luvabull.                                                                |
| 2008  | Shanon Lersch         | Chicago           | 25   |                       |                             | Chicago Bulls Luvabull.                                                                |
| 2007  | Mia Heaston           | Chicago           | 25   |                       |                             |                                                                                        |
| 2006  | Catherine Warren      | Lake Forest       | 23   | Top 15                |                             | Candidate à The Bachelor: Officer and a Gentleman.                                     |
| 2005  | Jill Gulseth          | Geneva            | 21   | 3e dauphine           |                             |                                                                                        |
| 2004  | Molly Graham          | Montgomery        | 24   |                       |                             |                                                                                        |
| 2003  | Agnieszka Zakreta     | Rolling Meadows   | 24   |                       |                             | Miss Tourism International 1999 en Pologne.                                            |
| 2002  | Amanda Reynolds       | Marion            | 23   |                       |                             | Candidate à National Sweetheart 2001                                                   |
| 2001  | Rebecca Ambrosi       | Chicago           | 24   |                       |                             |                                                                                        |
| 2000  | Constance Stoetzer    | Abingdon          | 26   |                       |                             |                                                                                        |
| 1999  | Christina Lam         | Makanda           | 19   |                       |                             | Madame Tennessee America 2007, et 1re dauphine de Mrs. America 2007.                   |
| 1998  | Mandy Lane            | Elizabethtown     | 21   |                       |                             |                                                                                        |
| 1997  | Jennifer Salinas      | South Holland     | 21   |                       |                             |                                                                                        |
| 1996  | Bernadette Przybycien | Chicago           | 24   | Demi-finaliste        |                             |                                                                                        |
| 1995  | Nichole Holmes        | Marion            | 20   | 2e dauphine           | Miss Photogenic             |                                                                                        |
| 1994  | Kathleen Farrell      | Chicago           | 24   | Top 10 demi-finaliste |                             | Miss Illinois 1992, Sœur de Miss Floride USA 1988 qui est 3e dauphine de Miss USA 1988 |
| 1993  | Susie Park            | Chicago           | 25   |                       |                             |                                                                                        |
| 1992  | Leilani Magnussen     | Glendale Heights  | 21   |                       |                             |                                                                                        |
| 1991  | Lisa Morgan           | Inverness         | 21   | Top 6 finaliste       |                             |                                                                                        |
| 1990  | Karla Myers           | Chicago           | 22   | Demi-finaliste        |                             |                                                                                        |
| 1989  | Kelly Holub           | Buffalo Grove     | 22   | Demi-finaliste        | Meilleur costume de l'État. |                                                                                        |
| 1988  | Gina Zordani          | Palos Heights     | 23   | Demi-finaliste        |                             |                                                                                        |
| 1987  | Joan Berge            | Arlington Heights | 21   | Demi-finaliste        |                             |                                                                                        |
| 1986  | Tricia Bach           | Elmhurst          | 22   | Demi-finaliste        |                             | Miss Teen All American 1983, sœur de Miss Illinois USA 1985                            |
| 1985  | Laura Bach            | Elmhurst          | 23   | 2e dauphine           |                             | 1re dauphine de Miss Oktoberfest 1986, sœur de Miss Illinois USA 1986                  |
| 1984  | LaVonne Misselle      | Toluca            | 19   | Demi-finaliste        |                             |                                                                                        |
| 1983  | Vanessa Romine        | Rockford          | 24   |                       |                             |                                                                                        |
| 1982  | Carla Danielson       | Chicago           | 21   |                       |                             |                                                                                        |
| 1981  | Leslie Renfrow        | Chicago           | 21   |                       |                             | 4e dauphine de Miss Oktoberfest 1980.                                                  |
| 1980  | Karen Groat           | Princeton         | 18   |                       |                             |                                                                                        |
| 1979  | Debra Niego           | Oak Lawn          | 20   | 3e dauphine           |                             | Miss Oktoberfest 1979.                                                                 |
| 1978  | Suzanne Piche         | Lombard           | 22   |                       |                             | Représentante de l'Illinois à Miss Monde USA 1974.                                     |
| 1977  | Elizabeth Curran      | Park Ridge        | 21   |                       | Miss Photogénie             |                                                                                        |
| 1976  | Kathy Schmalen        | Oak Lawn          | 18   | Demi-finaliste        |                             |                                                                                        |
| 1975  | Connie Reif           | Wheeling          | 18   |                       |                             |                                                                                        |
| 1974  | Karen Morrison        | St. Charles       | 19   | Miss USA 1974         |                             | Demi-finaliste à Miss Univers 1974.                                                    |
| 1973  | Amanda Jones          | Evanston          | 22   | Miss USA 1973         |                             | 1re dauphine de Miss Univers 1973.                                                     |
| 1972  | Jani Hall             | Big Rock          | 21   |                       |                             |                                                                                        |
| 1971  | Paulette Breen        | Chicago           | 24   |                       |                             |                                                                                        |
| 1970  | Carol Pepoon          | Skokie            | 18   |                       |                             |                                                                                        |
| 1969  | Christine Jalloway    | Chicago           | 23   |                       |                             |                                                                                        |
| 1968  | Sandra Wolsfeld       | Wheaton           | 21   |                       |                             | demi-finaliste à Miss Monde 1970                                                       |
| 1967  | Beverly Lacek         | Chicago           | 23   | Demi-finaliste        |                             |                                                                                        |
| 1966  | Cheryl Setser         | Woodstock         | 19   |                       |                             |                                                                                        |
| 1965  | Diane Gortz           | Schiller Park     | 18   |                       |                             |                                                                                        |
| 1964  | Karen Wiesbrook       | Wheaton           | 18   |                       |                             |                                                                                        |
| 1963  | Marite Ozers          | Chicago           | 19   | Miss USA 1963         |                             | Demi-finaliste à Miss Univers 1963, représente Chicago à Miss Monde USA 1962.          |
| 1962  | Jean Donnelly         | Dekalb            | 20   | Demi-finaliste        |                             |                                                                                        |
| 1961  | Dianne Duffey         | Elmhurst          | 19   |                       |                             |                                                                                        |
| 1960  | Patricia Thompson     | Chicago           | 21   |                       |                             |                                                                                        |
| 1959  | Arlene Kaye           | Western Springs   | 19   |                       |                             |                                                                                        |
| 1958  | June Pickney          | Chicago           | 22   | 3e dauphine           |                             |                                                                                        |
| 1957  | Marianne Gaba         | Chicago           | 18   | Demi-finaliste        |                             | Playboy Miss September 1959.                                                           |
| 1956  | Muriel Blair          | Chicago           | 23   |                       |                             |                                                                                        |
| 1955  | Betty Daniggelis      | Chicago           | 18   | Demi-finaliste        |                             | Gagnante du concours National Press Photographers en 1995.                             |
| 1954  | Celeste Ravel         | Chicago           | 23   | 4e dauphine           |                             |                                                                                        |
| 1953  | Myrna Hansen          | Chicago           | 17   | Miss USA 1953         |                             | 1re dauphine de Miss Univers 1953.                                                     |
| 1952  | Sherry Matulis        | Peoria            | 19   |                       |                             |                                                                                        |

1 Âge au moment du concours Miss USA.